# Baltazar de Campos
Baltazar de Campos (1614 — 1687) foi um pintor holandês que trabalhou no Brasil no século XVII. Chegou ao Maranhão em 1661, deixando como obras os quadros da Vida de Cristo, na antiga sacristia da Igreja de São Francisco Xavier.